# Sociedade Esportiva e Recreativa Caxias do Sul
Maillots
Le Sociedade Esportiva Recreativa Caxias est un club de football brésilien basé à Caxias do Sul, dans l'État du Rio Grande do Sul.

## Historique
- 1935 : fondation du club

## Palmarès
- Champion de l'État du Rio Grande do Sul : 2000